# Blizzard Entertainment
Blizzard Entertainment, Inc. este un dezvoltator și editor de jocuri video american cu sediul în Irvine, California. O subsidiară a Activision Blizzard, compania a fost fondată în februarie 1991 ca Silicon & Synapse, Inc. de trei absolvenți ai University of California, Los Angeles: Michael Morhaime, Frank Pearce și Allen Adham. Compania s-a concentrat inițial pe crearea de porturi de jocuri video pentru jocuri de la alte studiouri înainte de a începe dezvoltarea propriului său software în 1993, cu jocuri ca Rock n' Roll Racing și The Lost Vikings. În 1993, compania a devenit Chaos Studios, Inc., și apoi Blizzard Entertainment la scurt timp după achiziția sa de către distribuitorul Davidson & Associates la începutul anului următor. Puțin după, Blizzard a lansat Warcraft: Orcs & Humans.
De atunci, Blizzard Entertainment a creat o mulțime de continuări ale Warcraft, inclusiv jocul de rol cu multiplayer online în masă foarte influențial World of Warcraft în 2004, precum și alte trei franchize cu vânzări de milioane de jocuri video: Diablo, StarCraft și Overwatch. Cele mai recente proiecte ale sale inclid  joc cu cărți de schimb online Hearthstone; jocul MOBA Heroes of the Storm; remasterul originalului StarCraft și pachetul de expansiune Brood War, StarCraft: Remastered; înlocuirea și continuarea jocului multiplayer first-person shooter cu erou Overwatch, Overwatch 2; a noua expansiune pentru World of Warcraft, Dragonflight; și continuarea lui Diablo III, Diablo IV. Jocurile operează prin serviciul de gaming online al Blizzard Battle.net.
La 9 iulie 2008, Activision a fuzionat cu Vivendi Games, culminând în adăugarea numelui de marcă Blizzard în titlul holdingului rezultat. Pe 25 iulie 2013, Activision Blizzard a anunțat cumpărarea a 429 de milioane de acțiuni de la proprietarul majoritar Vivendi, rezultând în Activision Blizzard devenind o companie complet independentă. Din 2018, reputația companiei a suferit din o serie de jocuri prost primite, controverse implicănd jucători și personalul și acuzații de hărțuire sexuală și alte comportamente greșite împotriva angajaților de conducere Blizzard. În octombrie 2023, Microsoft a achiziționat compania părinte Activision Blizzard, susținând că compania va continua să opereze ca o afacere separată. Deși parte a diviziei mai largi Microsoft Gaming, Blizzard Entertainment reține funcția sa ca editor de jocuri dezvoltate de studiourile sale.
Blizzard Entertainment găzduiește convenții de gaming anuale pentru ca fanii să se întâlnească și să promoveze jocurile sale: primul BlizzCon a luat loc în octombrie 2005 la Anaheim Convention Center în Anaheim, California, unde au luat loc toate convențiile lor de atunci. BlizzCon prezintă anunțuri legate de jocuri, previzualizări ale viitoarelor jocuri și conținuturi Blizzard Entertainment, sesiuni și panouri de întrebări și răspunsuri, concursuri de costume și demonstrații care pot fi jucate ale diverselor jocuri Blizzard. Blizzard WorldWide Invitationals au fost evenimente similare cu BlizzCon care au luat loc în Coreea de Sud și Franța între 2004 și 2008.

## Fondarea și primii ani
În primii ani, Silicon & Synapse s-a concentrat pe portarea altor jocuri pe diverse platforme. În 1993, compania a lansat primele sale jocuri originale, Rock n' Roll Racing și The Lost Vikings. În 1994, compania și-a schimbat numele în Blizzard Entertainment, și a fost achiziționată de distribuitorul Davidson & Associates.

### Succesul cu Warcraft și StarCraft
În 1994, Blizzard a lansat Warcraft: Orcs & Humans, un joc de strategie în timp real care a fost bine primit și a pus bazele unei francize de succes. Continuarea sa, Warcraft II: Tides of Darkness, lansată în 1995, a avut un succes și mai mare, consolidând reputația companiei.
În 1998, Blizzard a lansat StarCraft, un alt joc de strategie în timp real care a devenit rapid un fenomen cultural, în special în Coreea de Sud, unde a stimulat dezvoltarea competițiilor de sport electronic.

### Diablo și extinderea în genul RPG
În 1996, Blizzard a lansat Diablo, un joc de acțiune RPG care a introdus jucătorii în lumea întunecată a Sactuarului. Jocul a fost un succes major, ducând la lansarea a două continuări, Diablo II (2000) și Diablo III (2012). Fiecare iterație a seriei a fost extrem de populară și a consolidat poziția Blizzard în genul RPG.

### World of Warcraft și dominația MMO
În 2004, Blizzard a lansat World of Warcraft (WoW), un MMORPG care a redefinit genul și a devenit unul dintre cele mai de succes jocuri din toate timpurile. WoW a atins un vârf de peste 12 milioane de abonați activi și a primit numeroase extensii, inclusiv The Burning Crusade, Wrath of the Lich King, Cataclysm, Mists of Pandaria, Warlords of Draenor, Legion, Battle for Azeroth, Shadowlands și Dragonflight.

### Overwatch și diversificarea
În 2016, Blizzard a lansat Overwatch, un shooter în echipă care a câștigat rapid popularitate și a devenit un pilon al scenelor de sport electronic. Overwatch a fost apreciat pentru designul său inovator, varietatea personajelor și gameplay-ul captivant.

## Francize și Jocuri Celebrate
Blizzard Entertainment este recunoscută pentru mai multe francize de renume mondial, inclusiv: 

### Warcraft
- Warcraft: Orcs & Humans (1994): Primul joc din seria Warcraft, care a pus bazele pentru genul RTS (real-time strategy).
- Warcraft II: Tides of Darkness (1995): O continuare care a extins universul și a îmbunătățit mecanicile de joc.
- Warcraft III: Reign of Chaos (2002) și Warcraft III: The Frozen Throne (2003): Au adus o poveste complexă și au introdus eroi legendari.
- World of Warcraft (2004): Un MMORPG revoluționar care a redefinit genul și a devenit unul dintre cele mai populare jocuri online din toate timpurile.

### Diablo
- Diablo (1996): Un joc de acțiune RPG care a introdus jucătorii într-un univers întunecat și plin de monștri.
- Diablo II (2000) și Diablo II: Lord of Destruction (2001): Au extins povestea și gameplay-ul, devenind clasice ale genului.
- Diablo III (2012): A continuat tradiția francizei cu grafici îmbunătățite și noi mecanici de joc.
- Diablo IV: Așteptat cu nerăbdare, continuă să extindă universul întunecat al seriei.

### StarCraft
- StarCraft (1998): Un joc RTS inovator care a pus bazele pentru competițiile e-sport.
- StarCraft: Brood War (1998): Un expansion pack care a adus noi unități și campanii.
- StarCraft II: Wings of Liberty (2010), Heart of the Swarm (2013) și Legacy of the Void (2015): Au continuat povestea și au adus îmbunătățiri semnificative în gameplay.

### Overwatch
- Overwatch (2016): Un joc de tip first-person shooter bazat pe echipe, care a devenit rapid un fenomen global și un pilon al competițiilor e-sport.
- Overwatch 2 (2022): Este un joc video de tip shooter în echipă, dezvoltat și publicat de Blizzard Entertainment. Titlul este continuarea directă a jocului Overwatch din 2016, menținând multe elemente ale predecesorului său, dar adăugând și noi caracteristici și îmbunătățiri semnificative.

## Impactul asupra Industriei
Blizzard Entertainment este recunoscută nu doar pentru jocurile sale inovatoare, ci și pentru impactul semnificativ asupra industriei de jocuri video. Compania este renumită pentru:
- Calitatea Jocurilor: Fiecare lansare a fost întâmpinată cu entuziasm datorită atenției meticuloase la detalii și gameplay-ului captivant.
- Evenimente și Comunitate: Blizzard organizează anual BlizzCon, o convenție dedicată fanilor unde sunt anunțate noi jocuri și actualizări, și unde comunitatea poate interacționa direct cu dezvoltatorii.
- E-sport: Jocurile precum StarCraft și Overwatch au devenit piloni în lumea e-sportului, cu turnee majore și ligi profesionale.

Blizzard organizează anual BlizzCon, o convenție dedicată fanilor unde sunt anunțate noi produse, sunt organizate competiții de sport electronic și sunt oferite diverse paneluri și prezentări. Prima ediție a BlizzCon a avut loc în 2005, și de atunci a devenit un eveniment așteptat cu nerăbdare de fani din întreaga lume.
Blizzard Entertainment a avut un impact major asupra culturii populare și sporturilor electronice. Jocuri precum StarCraft, Warcraft și Overwatch au fost esențiale în crearea și dezvoltarea competițiilor de sport electronic. În special, StarCraft a devenit un sport național în Coreea de Sud, iar Overwatch League a fost una dintre primele ligi profesioniste de sport electronic care a adoptat un model de franciză similar cu sporturile tradiționale.

## Achiziții și Fuziuni
În 2008, Blizzard a fuzionat cu Activision, formând Activision Blizzard, una dintre cele mai mari companii de jocuri video din lume. Deși cele două entități au operat în mare parte independent, fuziunea a adus beneficii financiare și strategice semnificative pentru ambele părți.

## Cultura Corporativă
Blizzard este cunoscută pentru cultura sa corporativă unică, care pune accent pe creativitate și colaborare. Deviza companiei, "Gameplay First" (Jocul pe primul loc), reflectă angajamentul lor de a crea experiențe de joc de neegalat.

## Controverse și Provocări
Ca orice companie de mare succes, Blizzard a avut parte și de controverse și provocări. În ultimii ani, compania s-a confruntat cu acuzații de hărțuire și discriminare la locul de muncă, care au dus la schimbări majore în conducere și politici interne. Blizzard a fost, de asemenea, criticată pentru decizii legate de monetizare și microtranzacții în jocurile lor.

## Viitorul Blizzard Entertainment
În ciuda provocărilor recente, Blizzard Entertainment continuă să fie un jucător major în industria de jocuri video. Cu noi titluri și actualizări ale francizelor existente, compania își propune să mențină standardele înalte de calitate și să ofere jucătorilor din întreaga lume experiențe memorabile.
Blizzard Entertainment rămâne o forță inovatoare și influentă în lumea jocurilor video, cu un trecut bogat și un viitor plin de promisiuni.
| Numele jocului                            | Anul apariției   | Gen                                           |
| ----------------------------------------- | ---------------- | --------------------------------------------- |
| RPM Racing                                | 1991             | racing game                                   |
| The Lost Vikings                          | 1992             | platform game                                 |
| Shanghai II: Dragon's Eye                 | 1993             | puzzle game                                   |
| Rock N' Roll Racing                       | 1993             | racing game                                   |
| Blackthorne                               | 1994             | cinematic platform game                       |
| The Death and Return of Superman          | 1994             | side-scrolling beat 'em up                    |
| Warcraft: Orcs & Humans                   | 1994             | fantasy real-time strategy game               |
| The Lost Vikings II                       | 1995             | platform game                                 |
| Justice League Task Force (SNES version)  | 1995             | fighting game                                 |
| Warcraft II: Tides of Darkness            | 1995             | fantasy real-time strategy game               |
| Warcraft II: Beyond the Dark Portal       | 1996             | expansion pack                                |
| Diablo                                    | 1996             | action-oriented computer role-playing game    |
| StarCraft                                 | 1998             | science fiction real-time strategy game       |
| StarCraft: Brood War                      | 1998             | expansion pack                                |
| Diablo II                                 | 2000             | action-oriented RPG                           |
| Diablo II: Lord of Destruction            | 2001             | expansion pack                                |
| Warcraft III: Reign of Chaos              | 2002             | fantasy real-time strategy game               |
| Warcraft III: The Frozen Throne           | 2003             | expansion pack                                |
| World of Warcraft                         | 2004             | MMORPG set in the Warcraft universe           |
| World of Warcraft: The Burning Crusade    | 2007             | expansion set for World of Warcraft           |
| StarCraft II                              | 2010             | science fiction real-time strategy game       |
| World of Warcraft: Wrath of the Lich King | 2008             | expansion set for World of Warcraft           |
| StarCraft: Ghost                          | Amânat definitiv | Third-person shooter                          |
| World of Warcraft: Cataclysm              | 2010             | expansion set for World of Warcraft           |
| Diablo III                                | 2012             | RPG                                           |
| World of Warcraft: Mists of Pandaria      | 2012             | expansion set for World of Warcraft           |
| StarCraft II: Heart of the Swarm          | 2013             | science fiction                               |
| Hearthstone: Heroes of Warcraft           | 2014             | joc de cărți                                  |
| Diablo III: Reaper of Souls               | 2014             | RPG                                           |
| World of Warcraft: Warlords of Draenor    | 2014             | pachet de expansiune pentru World of Warcraft |
| Heroes of the Storm                       | 2015             |                                               |
| World of Warcraft: Legion                 | 2016             |                                               |
| Overwatch                                 | 2016             |                                               |
| World of Warcraft: Battle for Azeroth     | 2017             |                                               |
| World of Warcraft: Shadowlands            | 2020             |                                               |
| World of Warcraft: Dragonflight           | 2022             |                                               |
| Diablo Immortal                           | 2022             |                                               |
| Overwatch 2                               | 2022             |                                               |
| Diablo IV                                 | 2023             |                                               |
| Warcraft Rumble                           | 2023             |                                               |